# Richard Halsey Best
Richard Halsey Best (Bayonne, 24 marzo 1910 – Santa Monica, 28 ottobre 2001) è stato un militare e aviatore statunitense, pilota di bombardieri in picchiata e comandante del VB-6 Squadron dell'US Navy, che durante la seconda guerra mondiale, imbarcato sulla portaerei Enterprise si distinse particolarmente durante la battaglia delle Midway, dove danneggiò irreparabilmente la portaerei Akagi, nave ammiraglia della squadra del viceammiraglio Chūichi Nagumo,  che poi affondò, e nella stessa giornata, 4 giugno 1942, danneggiò gravemente la portaerei Hiryu, nave di bandiera del contrammiraglio Tamon Yamaguchi. Per questa impresa fu decorato con la Navy Cross e la Distinguished Flying Cross. Rimasto inabile al volo in quella stessa missione, trascorse 32 mesi in ospedale per aver contratto la tubercolosi, dovendo abbandonare la carriera militare nel 1944. Passato alla vita civile lavorò dapprima per una piccola divisione di ricerca della Douglas Aircraft Company, che poi entrò a far parte della RAND Corporation.

## Biografia

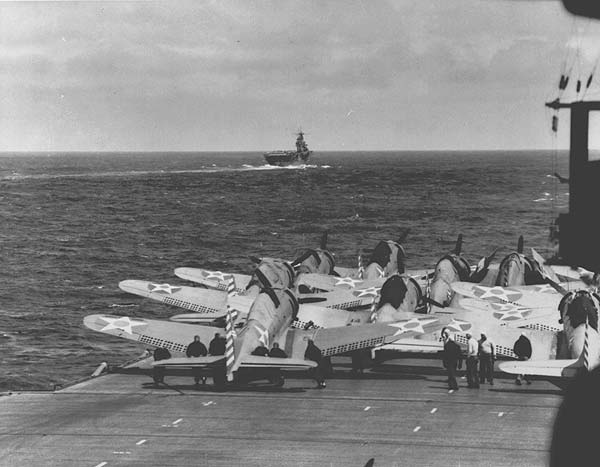
Douglas SBD-2 della Enterprise fotografati nell'aprile 1942, più avanti si vede la Hornet in navigazione

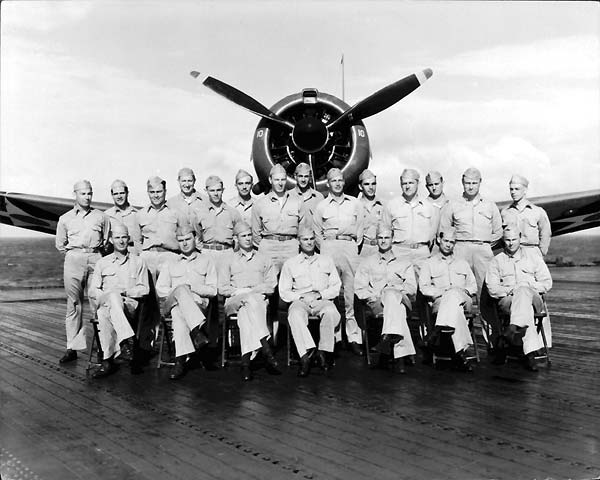
I piloti del VB-6 in una foto del gennaio 1942. Best è il terzo da sinistra, seduto

Nacque a Bayonne, nel New Jersey, il 24 marzo 1910, figlio di Burt. Arruolatosi nell'US Navy, nel 1928 fu ammesso a frequentare l'United States Naval Academy di Annapolis, da cui uscì nel 1932. Prestò inizialmente servizio a bordo dell'incrociatore leggero Richmond, ma appassionatosi al mondo dell'aviazione nel 1934 fu trasferito alla NAS di Pensacola, in Florida per divenire pilota dell'aviazione navale. Completò il suo addestramento nel dicembre dello stesso anno, e fu assegnato al VF-2B squadron imbarcato sulla portaerei Lexington, equipaggiato con i caccia Grumman F2F. Nel giugno 1938 gli fu offerto di unirsi a una squadriglia da ricognizione di stanza a Panama o alle Hawaii, o di divenire istruttore a Pensacola. Scelta quest'ultima opportunità, fu assegnato al 5th Training Squadron, ma dopo poco più di un anno chiese, e ottenne, il trasferimento alla specialità bombardamento in picchiata in forza alla United States Pacific Fleet. 
Il 31 maggio 1940 entrò in servizio presso il Bombing Squadron Six (VB-6), assegnato alla portaerei Enterprise. All'arrivo alla base terrestre dello squadrone, la Naval Air Station North Island, in California, il 10 giugno, fu nominato ufficiale di volo (ufficiale operativo) dello squadron, risultando terzo in comando. All'inizio del 1942, dopo l'inizio della guerra nel Pacifico, divenne ufficiale esecutivo (XO), un termine standard della marina americana per definire il secondo in comando, agli ordini di William Hollingsworth In seguito divenne comandante dello squadron in tempo per la battaglia di Midway.

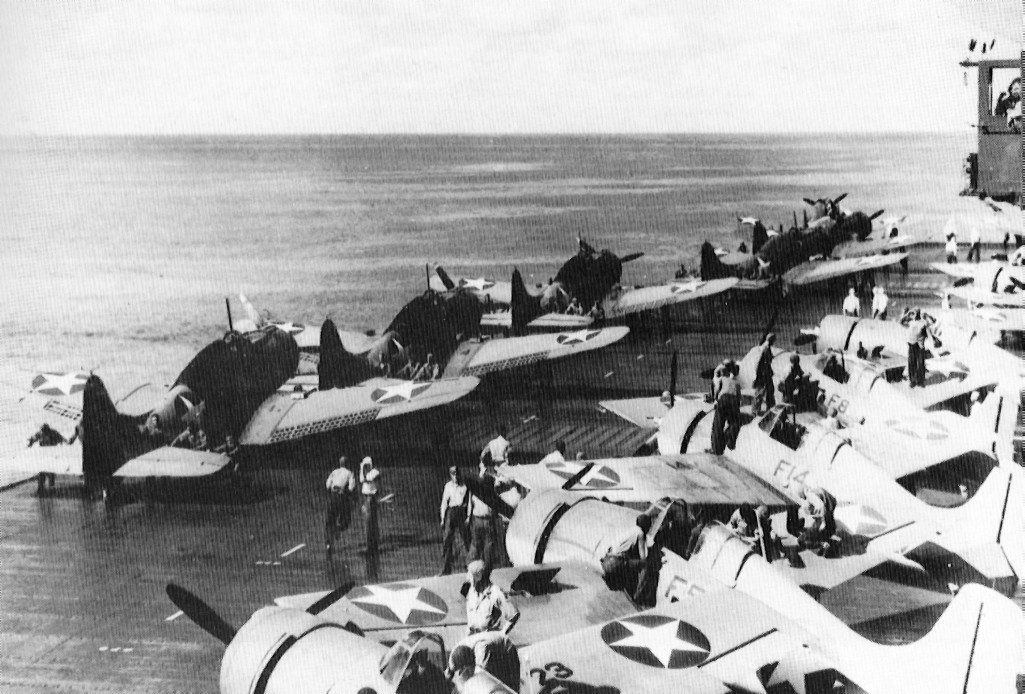
Il ponte di volo della Enterprise il 25 maggio 1942. Lo SBD di Best (codice "B-1") e quello del CO del VS-6 (codice "S-1")

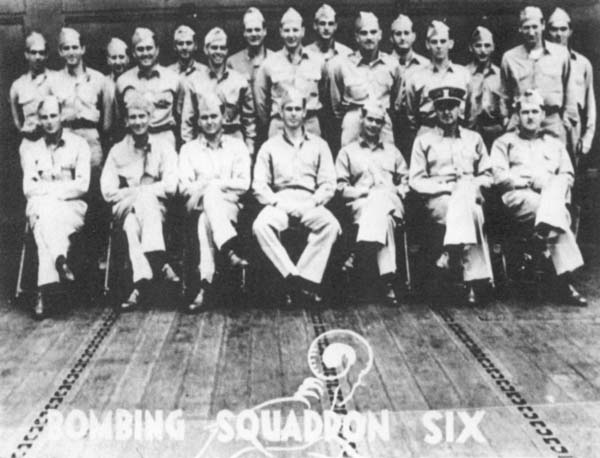
Foto di gruppo dei piloti del VB-6 imbarcato sulla Enterprise, tre dei quali attaccarono e danneggiarono irreparabilmente la Akagi. Best e seduto al centro della prima fila. Gli altri due sono Edwin J. Kroeger (in piedi, ottavo da sinistra) e Frederick T. Weber (in piedi, sesto da destra)

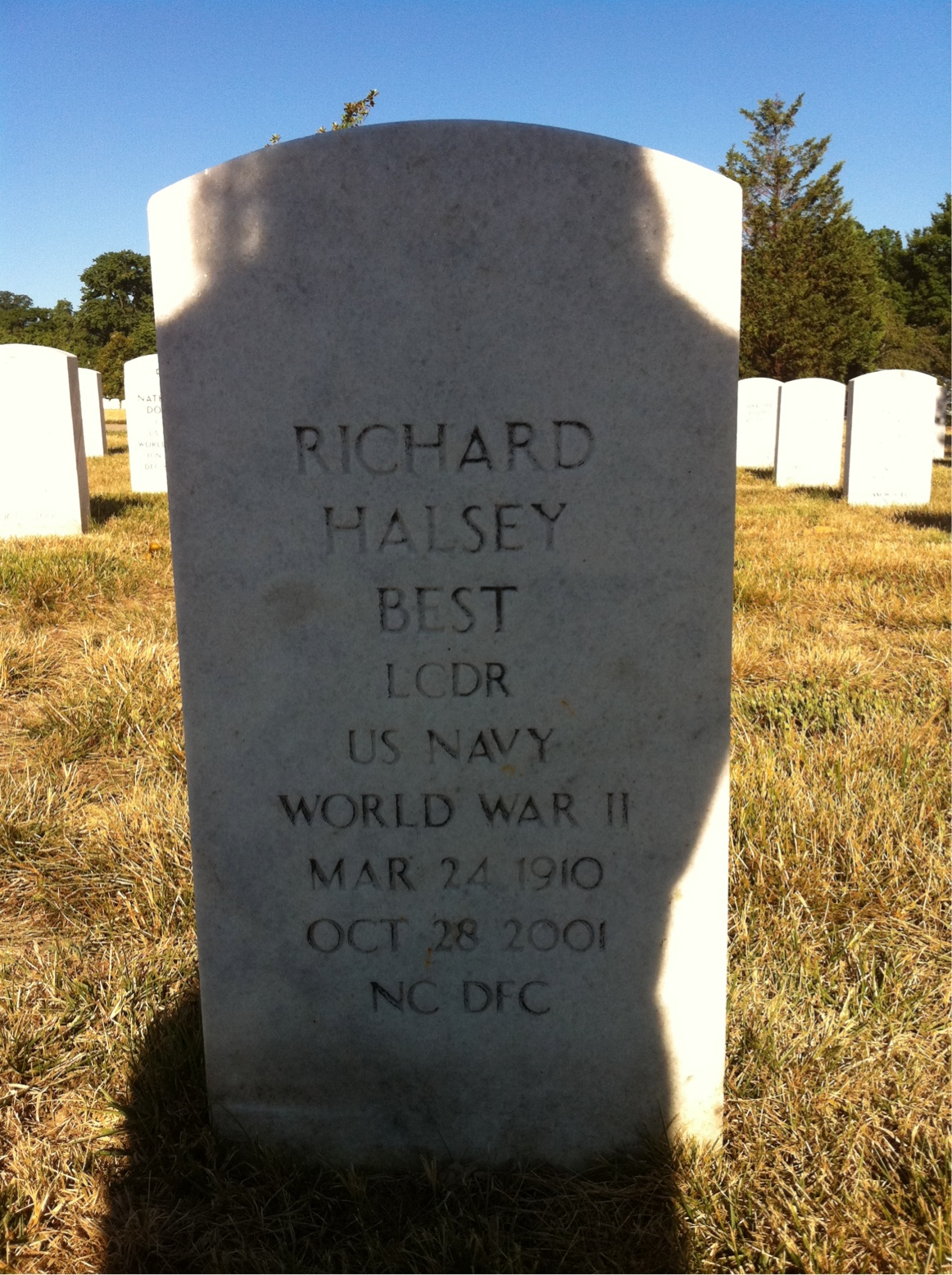
La tomba di Richard Halsey Best presso il cimitero nazionale di Arlington

Entrò per la prima volta in azione il 1º febbraio 1942 quando, sotto il suo comando, al crepuscolo il VB-6 attaccò navi giapponesi al largo di Kwajalein; prima di mezzogiorno guidò otto Douglas SBD Dauntless del VB-6 e uno del VS-6 per attaccare il campo d'aviazione di Taroa, sull'atollo di Maloelap.  Il 24 febbraio partecipò a un attacco contro l'isola di Wake, che era stata occupata dai giapponesi nei primi giorni di guerra, condotto dal Carrier Air Group dell'Enterprise, e il 4 marzo a un attacco contro l'isola Marcus. Dopo questi raid, l'Enterprise ritornò a Pearl Harbor, salpando poi per accompagnare la Hornet durante l'effettuazione dell'incursione aerea su Tokyo condotta dal colonnello Jimmy Doolittle a metà del mese di aprile. Entrambe le unità si trasferirono quindi a sud, arrivando troppo tardi per prendere parte alla battaglia del Mar dei Coralli. Le due unità, insieme alla Yorktown, parteciparono successivamente a quella che fu conosciuta come battaglia delle Midway.

### La battaglia delle Midway
Alle 5:52 della mattina del 4 giugno 1942 un aereo idrovolante da pattugliamento marittimo Consolidated PBY Catalina, al comando del lieutenant Howard P. Ady,  partito da Midway, avvistò la squadra giapponese dell'ammiraglio Chūichi Nagumo. A partire dalle 07:02 l'Enterprise iniziò a far decollare il suo gruppo aereo, al comando del Air Group Commander Lt.Cmdr. Wade McClusky.  Tuttavia gli squadroni si separarono, e raggiunsero la flotta nemica in modo indipendente. Solo i bombardieri in picchiata rimasero uniti e raggiunsero le navi giapponesi alle 09:55. Verso le 10:22 i bombardieri dell'Enterprise iniziarono l'attacco contro due portaerei, la Kaga e la nave ammiraglia, Akagi. 
A questo punto l'attacco divenne confuso poiché tutti e 31 gli SBD-3 Dauntless iniziarono ad attaccare la Kaga e nessuno la Akagi. Accortosi dell'errore interruppe la picchiata, e con due gregari si diresse contro la Akagi, attaccandola alle 10:26.
La prima bomba, sganciata dal tenente Edwin John Kroeger, mancò il bersaglio, mentre la seconda, lanciata dal guardiamarina Frederick Theodore Weber, finì in acqua, vicino alla poppa della portaerei, e la successiva esplosione bloccò il timone della Akagi. L'ultima bomba, da lui lanciata, colpì il ponte di volo ed esplose nel sottostante hangar superiore in mezzo a 18 aerosiluranti Nakajima B5N2 che si trovavano lì parcheggiati. Quel colpo condannò a morte la Akagi.
Rientrato sulla Enterprise, quello stesso giorno ritornò in volo per prendere parte all'attacco contro l'ultima portaerei giapponese rimasta, la Hiryu, nave di bandiera del contrammiraglio Tamon Yamaguchi. Secondo la testimonianza del suo mitragliere, James Francis Murray, la bomba da lui lanciata centrò la Hiryu a mezza nave poco più avanti dell'isola di comando, una delle quattro messe a segno sulla portaerei.  Fu il suo ultimo volo, in quanto appena ritornato sulla Enterprise prese a tossire sangue, e nelle successive ventiquattro ore continuò ad avere emottisi, e febbre a 39 °C. Come la Enterprise ritornò alla base di Pearl Harbor venne ricoverato all'ospedale militare.
Esaminato da un medico esperto si scoprì che aveva la tubercolosi. Durante il volo mattutino del 4 giugno a 6 100 m (20 000 piedi) di quota diversi piloti del VB-6 ebbero difficoltà con l'apparecchio dell'ossigeno, ed egli diede l'ordine di ridurre l'altitudine a 4 600 m (15 000 piedi). L'erogatore dell'ossigeno del suo SBD si era riscaldato durante l'insolitamente lunga missione mattutina di ricerca. Il materiale usato nel rebreather per rimuovere l'anidride carbonica espirata era l'idrossido di sodio, e se il dispositivo contenente questo materiale si fosse riscaldato in modo anomalo, avrebbe rilasciato vapori di soda caustica attraverso la maschera di ossigeno del pilota; che di conseguenza avrebbe inalato fumi caustici. Tempo prima egli aveva, senza rendersene conto, contratto la tubercolosi che però era rimasta latente all'interno dei suoi polmoni per anni. I fumi caustici dovuti all'inalazione causarono una polmonite ab ingestis che erose un granuloma contenente il bacillo della tubercolosi, trasformandola da forma inattiva nell'organismo a forma attiva, con conseguente progressione dell'infezione.

### Il ritorno alla vita civile
Trasferito dal Pearl Harbor Hospital al Fitzsimons General Hospital di Aurora, in Colorado, ricevette adeguate cure, rimanendovi fino al settembre 1943. Lasciò la Marina degli Stati Uniti nel 1944, decorato con la Navy Cross e la Distinguished Flying Cross,  con una disabilità pari al 100%.
Trasferitosi con la moglie e i figli a Santa Monica, in California, visse lì per il resto della sua vita. Dopo le dimissioni dall'ospedale andò a lavorare per una piccola divisione di ricerca della Douglas Aircraft Company che poi entrò a far parte della RAND Corporation nel dicembre 1948. In questa società fu direttore del dipartimento di sicurezza fino al suo ritiro in pensione, nel marzo 1975. In seguito scrisse la prefazione al manuale del videogioco di simulazione di volo Battlehawks 1942 edito nel 1988 da LucasArts.
Si spense a Santa Monica il 28 ottobre 2001, e la salma fu tumulata nel cimitero nazionale di Arlington. Dopo la sua morte l'ammiraglio Thomas Hinman Moorer e il viceammiraglio William D. Houser lo raccomandarono, senza successo, per la concessione della Medal of Honor. Sposato aveva una figlia, Barbara Ann Llewellyn, un figlio Richard Halsey Best II, un nipote e una figliastra (Amy Best).
Il suo personaggio è apparso nel film del regista Roland Emmerich Midway (uscito nel 2019), interpretato dall'attore britannico Ed Skrein.

### Annotazioni
1. ↑  Suo amico intimo e compagno di classe all'Accademia navale, soprannominato "Holly".

### Fonti
1. ↑  Moore 2014, p. 289.
2. 1 2 3 4 5  Findagrave.
3. 1 2 3 4 5 6 7 8  Arlinghton Cemetery.
4. 1 2  Hernandez, Best 2004, p. 7.
5. ↑  (EN) Bombing Six Action Report: 1 February 1942, su cv6.org. URL consultato il 10 aprile 2019.
6. ↑  Healy 1993, p. 13.
7. ↑  (EN) Battle of Midway: June 4 - 6, 1942, su cv6.org. URL consultato il 7 marzo 2020 (archiviato dall'url originale il 29 aprile 2009).
8. ↑  Healy 1993, p. 53.
9. ↑  Healy 1993, p. 68.
10. ↑  Healy 1993, p. 75.
11. ↑  Cressman 1990, p. 470.
12. 1 2  Parshall, Tully 2005, p. 257.
13. ↑  "Midway 42: IJN Carrier Damage"
14. ↑  Healy 1993, p. 76.
15. ↑  Parshall, Tully 2005, p. 326.
16. ↑  Healy 1993, p. 85.
17. ↑   "VB-6 action report, 4-6 June 1942", su cv6.org. URL consultato il 7 marzo 2020 (archiviato dall'url originale il 9 maggio 2019).
18. ↑  SBD Pilot's Flight Manual
19. ↑  "Ask Historians: Oxygen tanks in WWII"
20. ↑  D'Angelo 2017, p. 136.
21. ↑  "Navy.togetherweserved: Best, Richard H., LCDR"
22. ↑  Prange 1982, pp. 273-274.
23. ↑  Moore 2014, p. 355.
24. 1 2 3  Traces of War.